# ديف غيفار
ديف غيفار (بالإنجليزية: Dave Giffard) هو لاعب كرة قدم أمريكي في مركز حراسة المرمى، ولد في 12 أغسطس 1976. لعب مع VCU Rams men's soccer ‏.